# Спас Спасов (футболист)
Вижте пояснителната страница за други личности с името Спас Спасов.
Спас Спасов е български футболист, който играе за ЦСКА 1948 като нападател. Роден е на 23 април 1990 г. Юноша на Локомотив (София).

## Кариера

### Спартак Плевен
През лятото на 2016 се присъединява към състава на Спартак (Плевен).